# The Crying Game
The Crying Game is een Britse thriller uit 1992 onder regie van Neil Jordan. De film won een reeks prijzen, waaronder de Oscar voor beste originele scenario en de BAFTA voor beste Britse film. De film is vernoemd naar het lied The Crying Game, oorspronkelijk gezongen door Dave Berry. Voor de soundtrack van de film nam Boy George een nieuwe versie op.

## Verhaal
De Britse soldaat Jody wordt tijdens een kermis ontvoerd door de IRA. Hij wordt bewaakt door Fergus. Jody vraagt Fergus om zijn vriendin Dil te bezoeken mocht hij omkomen. Na Jody's dood houdt Fergus zich aan zijn belofte. Hij gaat naar Londen en krijgt een relatie met Dil, die transgender blijkt te zijn. Maar de IRA achterhaalt Fergus en dwingt hem mee te werken aan een moordaanslag. Dil schiet een IRA-vrouw dood - Fergus' ex die hem wil dwingen - maar Fergus neemt de schuld op zich. Dil zoekt Fergus op in de gevangenis. 

## Rolverdeling
| Acteur             | Personage |
| ------------------ | --------- |
| Stephen Rea        | Fergus    |
| Miranda Richardson | Jude      |
| Forest Whitaker    | Jody      |
| Jaye Davidson      | Dil       |
| Adrian Dunbar      | Maguire   |
| Tony Slattery      | Deveroux  |
| Jim Broadbent      | Col       |
| Birdy Sweeney      | Tommy     |
| Ralph Brown        | Dave      |